# اس‌ام‌اس لیوپارد (رزم‌ناو کمکی)
اس‌ام‌اس لیوپارد (رزم‌ناو کمکی) (به انگلیسی: SMS Leopard (auxiliary cruiser)) یک کشتی بود که طول آن ۱۲۴٫۷ متر (۴۰۹ فوت) بود. این کشتی در سال ۱۹۱۲ ساخته شد.